# ستيف جوسين
ستيف جوسين (بالهولندية: Steve Goossen)‏ هو لاعب كرة قدم هولندي في مركز الدفاع، ولد في 12 نوفمبر 1968 في Goirle ‏ في هولندا. لعب مع سبارتا روتردام.